# Sir Gawain e il Cavaliere Verde

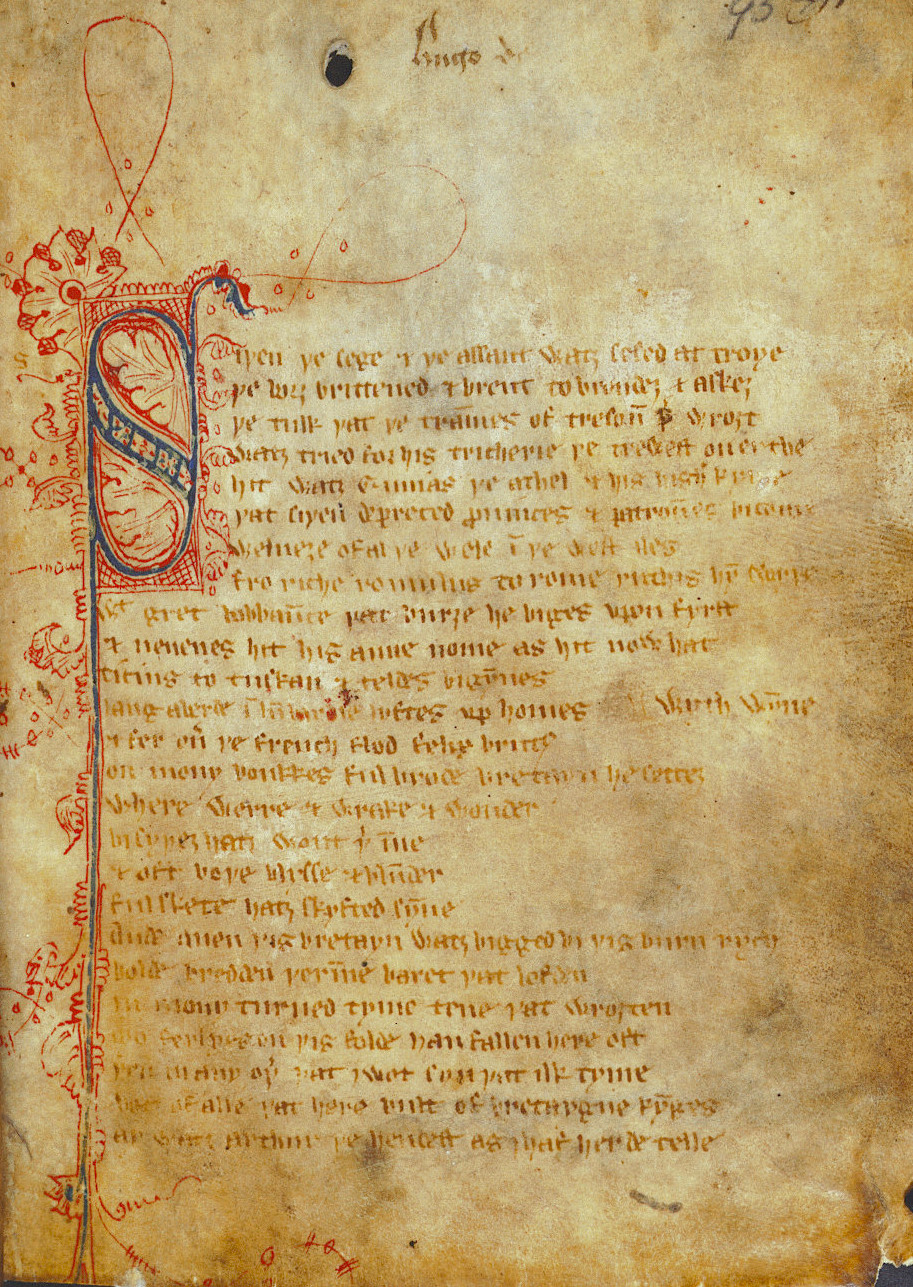
Manoscritto originale del poema, Cotton Library.

Sir Gawain e il Cavaliere Verde o Sir Galvano e il Cavaliere Verde è un romanzo cavalleresco allitterativo scritto in medio inglese e risalente al tardo XIV secolo narrante un'avventura di Galvano, un cavaliere appartenente alla Tavola Rotonda. In questo racconto Galvano accetta la sfida lanciata da un misterioso cavaliere completamente verde nei capelli, vestiti e pelle. Il Cavaliere Verde dichiara che permetterà a chiunque di infliggergli un colpo di ascia senza che esso si difenda se egli stesso potrà restituire il colpo esattamente dopo un anno e un giorno. Gawain accetta la sfida e con un solo colpo decapita lo sfidante, questi non muore ma raccoglie la sua testa, balza a cavallo e ricorda a Galvano che gli deve soddisfazione alla data concordata. La storia di Sir Galvano, impegnato nell'avventuroso viaggio per raggiungere il luogo prescelto dove riceverà il colpo, dimostra il suo spirito di cavalleria e lealtà.
Il poema ci è giunto in un singolo manoscritto, codificato come Cotton Nero A.x, che contiene altre tre opere Pearl, Cleanness e Patience (Perla, Purezza e Pazienza). Si sospetta che l'autore sia sempre lo stesso anonimo chiamato "Pearl Poet" o "Gawain Poet". Tutti e quattro i poemi sono scritti in un dialetto del medio inglese parlato nel nord-ovest delle Midlands. La storia nasce dal folklore gallese e inglese, con prestiti evidenti dai più antichi racconti sul "gioco della decapitazione" e vengono messi in risalto l'importanza che la cavalleria e l'onore hanno nelle situazioni di pericolo.
Oltre alla trama complessa e all'uso di un ricco linguaggio, il poema interessa molto i critici letterari per il suo sofisticato uso del simbolismo medievale. Il Cavaliere Verde, il gioco della decapitazione o la cintura magica di Galvano per protezione sono simboli importanti che affondano le loro radici nelle antiche culture celtiche, germaniche e nel folklore popolare. Per esempio il Cavaliere Verde viene visto da qualcuno come la rappresentazione dell'uomo verde delle leggende celtiche, mentre altri vi vedono un'allusione a Cristo.
Sir Galvano e il Cavaliere Verde è un importante poema appartenente alla letteratura cavalleresca, dove un eroe è impegnato in un'avventura per dimostrare il suo valore. Tuttavia l'ambiguità che circonda la fine della storia lo rende molto più complesso di altre opere. Da un punto di vista cristiano molti sostengono una interpretazione apocalittica della storia, stabilendo così un parallelo tra Galvano e Lady Bertilak e la storia di Adamo ed Eva. Altri critici sostengono che l'opera rappresenti le tensioni tra Inglesi e Gallesi che all'epoca della stesura del poema erano in corso. La popolarità moderna dell'opera è da imputarsi a testi di critica letteraria scritti da J. R. R. Tolkien, da Simon Armitage e da diversi film e adattamenti recenti.
Dal poema sono stati tratti due adattamenti per il cinema nel 1973 e 1984. Un terzo film basato su quest'opera, Sir Gawain e il Cavaliere Verde, è stato distribuito nell'estate del 2021.

## Sinossi

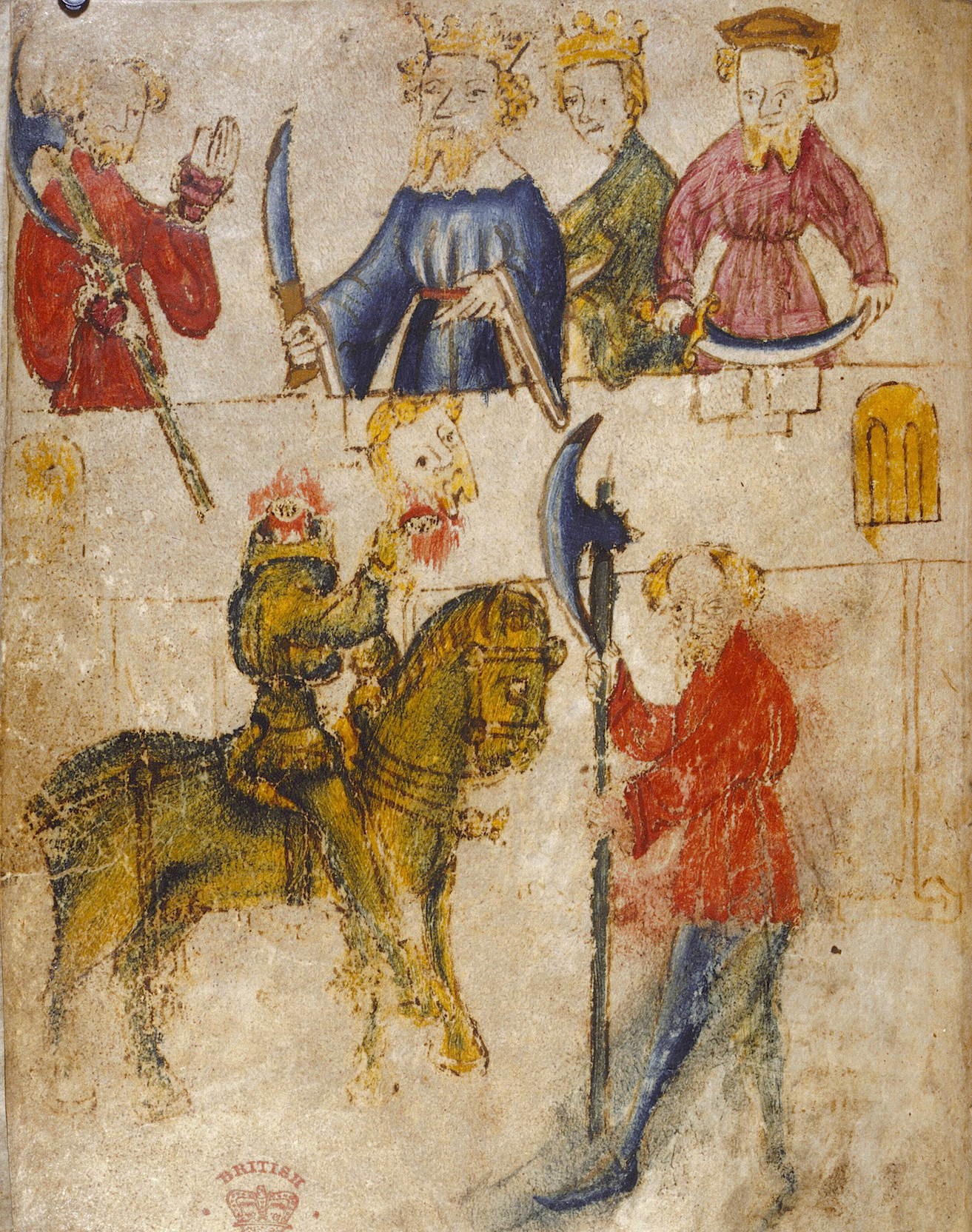
Miniatura presente sul poema originale, artista sconosciuto.

Lo scopo di questo poema era quello di dare una base culturale all’Inghilterra (mito di fondazione): il racconto è ambientato nella leggendaria Inghilterra di re Artù; la narrazione si apre alla corte di Camelot, durante i festeggiamenti per Natale: a Capodanno si presenta a corte un misterioso cavaliere tutto verde con un’ascia in mano, il quale sfida Artù e la sua corte proponendo un gioco: domanda se a corte c’è qualcuno disposto a decapitarlo con la sua stessa ascia, a condizione che però, un anno e un giorno dopo, lo sfidante sia disposto a farsi a sua volta decapitare.
Artù accetta la proposta, ma al suo posto raccoglie la sfida il cavaliere più giovane della corte, nonché suo nipote, Galvano, affermando che la vita del re è troppo importante per essere messa a rischio; a questo punto il Cavaliere Verde si fa decapitare e, una volta mozzata la testa, questi la raccoglie dal pavimento, e ricorda al giovane Galvano la promessa fatta: deve farsi trovare dopo un anno e un giorno alla Green Chapel, luogo la cui posizione è sconosciuta a tutti.
All’avvicinarsi della scadenza, Galvano si mette in viaggio e, dopo alcune peripezie, raggiunge un castello, dove viene accolto calorosamente dal signore del maniero, Bertilak de Hautdesert, e da sua moglie. Galvano racconta loro del suo appuntamento presso la Cappella Verde e dice che deve continuare la sua ricerca perché gli rimangono solo pochi giorni; Bertilak ridendo spiega che la Cappella Verde è a meno di due miglia di distanza da dove si trovano e propone a Galvano di soggiornare presso il castello per alcuni giorni; prima di andare a caccia il giorno successivo, Bertilak propone un affare a Galvano: egli darà a Galvano quello che catturerà, a condizione che Galvano dia a lui quello che egli avrà a sua volta ottenuto durante il giorno (secondo la tradizione dello scambio dei doni).
Dopo che Bertilak parte per la caccia, Lady Bertilak visita Galvano nella sua camera da letto, cercando di sedurlo, ma non riesce ad ottenere altro che un unico bacio. Quando Bertilak ritorna dà a Galvano il cervo (simbolo della rigenerazione vitale, della longevità e del ciclo delle rinascite successive; nella leggenda greca di Ciparisso, la morte del cervo è all'origine del cipresso, simbolo dell'immortalità e dell'eternità) che ha ucciso, il suo ospite risponde donando a Bertilak il bacio della donna, senza dirgli però da chi lo ha ricevuto.
Il giorno successivo la dama del castello tenta nuovamente di sedurre Galvano, ma ottiene solo due baci, che saranno scambiati da Galvano con un cinghiale (simbolo dell’energia della ferinità selvaggia e di coraggio indomito) catturato durante la caccia; il terzo giorno la donna tenta ancora di conquistare il suo ospite, regalandogli una fascia di seta verde che avrebbe dovuto proteggere il cavaliere da qualsiasi colpo che gli fosse stato inferto, ottenendo in questo modo tre baci.
Quella sera, Bertilak ritorna con una volpe (simbolo di astuzia, viene associata anche alla sessualità), ricevendo in cambio da Galvano i tre baci, ma non la cintura, che Galvano tiene per sé; il giorno successivo Galvano parte per la Cappella Verde con indosso la cintura; lì trova il suo sfidante intento ad affilare l'ascia e si dispone a ricevere il colpo, secondo i patti; il Cavaliere Verde si prepara a mozzare la testa di Galvano, ma per ben due volte tentenna e la terza volta lo colpisce dolcemente sul collo, causandogli solo una piccola ferita; a questo punto il Cavaliere Verde si rivela essere il signore del castello, Bertilak de Hautdesert, e spiega che l'intero gioco è stato organizzato da Morgana, sorella e nemica di Artù. Galvano è in un primo momento sconvolto e pieno di vergogna, ma i due uomini si chiariscono cortesemente e Galvano torna a Camelot, dove indosserà la cintura come segno di vergogna per la sua incapacità di mantenere la sua promessa con Bertilak. Artù decreta che tutti i suoi cavalieri d'ora in poi devono indossare una fascia verde, in onore dell'avventura vissuta da Galvano.

## Il poeta "Pearl"
Anche se il nome del poeta (o poeti) che compose quest'opera è sconosciuto, si possono trarre alcune deduzioni su di lui da una attenta lettura delle sue opere. Il manoscritto di Galvano è conosciuto negli ambienti accademici come Cotton Nero A.x, a seguito di un sistema di denominazione utilizzata da uno dei suoi proprietari, Robert Cotton, un collezionista di testi medievali in lingua inglese. Prima che Cotton entrasse in possesso dell'opera, questa era conservata presso la biblioteca di Henry Savile di Bank nello Yorkshire. Poco si sa circa la sua precedente proprietà, e fino al 1824, quando il manoscritto è stato introdotto presso la comunità accademica da Thomas Warton, era quasi del tutto sconosciuto.
Ora è custodito nella British Library ed è stato datato al tardo XIV secolo, di conseguenza il poeta che l'ha composto fu un contemporaneo di Geoffrey Chaucer, autore dei celebri Racconti di Canterbury, anche se è altamente improbabile che i due si siano mai incontrati. Le altre tre opere trovate nello stesso manoscritto di Galvano, (comunemente note come Pearl, Pazienza e Purezza) sono spesso considerate come prodotte dallo stesso autore. Tuttavia, il manoscritto contenente queste poesie è stato trascritto da un copista e non è quindi l'originale creato dal poeta. Anche se niente esplicitamente suggerisce che tutte e quattro le poesie sono dallo stesso poeta, l'analisi comparativa del dialetto e la forma del verso fanno pensare che l'autore sia unico. Comunque non tutti sono d'accordo con questa conclusione e il dibattito rimane aperto.
Le informazioni che abbiamo circa il poeta sono molto generiche, come Tolkien e Gordon hanno riportato dopo aver esaminato il testo, lo stile e il tema nel 1925:
Il candidato più probabile alla paternità delle opere sembra essere John Massey di Cotton, Cheshire. Massey ha vissuto nella stessa regione dialettica del poeta "Pearl" e si pensa che abbia scritto la poesia St. Erkenwald, che alcuni studiosi ritengono che abbia somiglianza stilistiche con Galvano. Tuttavia St. Erkenwald è stata datata da alcuni esperti in un'epoca diversa da quella in cui visse il poeta "Pearl". Quindi, la paternità delle opere attribuite a John Massey è ancora discutibile e la maggior parte dei critici considerano il poeta di Galvano uno sconosciuto.

## Forma dei versi
Sir Galvano e il Cavaliere Verde è composto da 2.530 versi suddivisi in 101 stanze scritto secondo lo stile che i critici chiamano "revival allitterativo" molto di moda nel XIV secolo. Questo stile non si focalizza su un metro sillabico o sulla conta delle rime, ma si concentra sull'uso della ripetizione di un paio di sillabe poste all'inizio del verso, le quali terminano successivamente il verso stesso. Ogni verso include sempre una pausa, chiamata caesura, la quale suddivide il verso stesso in due sotto-versi. Sebbene il poeta che ha composto Galvano segua le regole di composizione vigenti a quel tempo, spesso ha un comportamento più "libero" nello scrivere la storia del cavaliere; infatti le pause utilizzate in questa opera non dividono sempre il verso in due parti uguali, ma spesso sono poste in posizioni variabili e ogni stanza termina con una sezione in rima composta da cinque righe, chiamata bob and wheel, ove "bob" identifica una riga molto breve, spesso di sole due sillabe, e "wheel" composta da più righe con all'interno delle rime.

## Storie simili

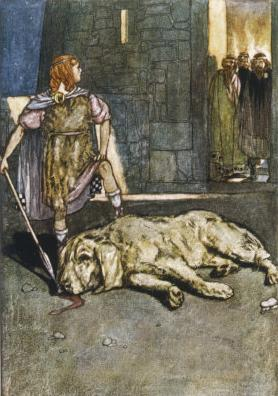
La leggendaria figura irlandese Cúchulainn vive avventure simili a quelle di Galvano. In una rappresentazione di Stephen Reid.

Il primo riferimento storico conosciuto di un gioco della decapitazione risale all'VIII secolo nel racconto in medio irlandese La Festa di Bricriu. I paralleli con Galvano sono evidenti quando l'antagonista di Cúchulainn esegue tre finti attacchi con la scure prima di lasciar andare via senza ingiuria il suo bersaglio. Uno scontro del genere compare anche nell'opera del XII secolo Life of Caradoc, un racconto scritto in medio francese e incluso nella prima continuazione anonima del Le Roman de Perceval ou le conte du Graal di Chrétien de Troyes. In questo caso la storia viene modificata in quanto l'antagonista di Caradoc è il suo stesso padre, il quale desidera testare l'onore del figlio. Nel Perlesvaus, un racconto del primo XIII secolo, Lancillotto partecipa ad un gioco della decapitazione ove con riluttanza decapita un cavaliere che l'aveva sfidato. Dopo un anno Lancillotto si reca nel medesimo luogo ove aveva decapitato l'uomo e il popolo della città lo festeggia e annuncia di aver finalmente trovato un vero cavaliere. Molti altri cavalieri avevano fallito questa prova.
Le storie The Girl with the Mule (intitolata anche The Mule Without a Bridle) e Hunbaut vedono sempre Galvano impegnato in altri giochi di decapitazione. Nel Hunbaut Galvano decapita un uomo e prima che questo possa recuperare la sua testa, gli sfila il mantello magico che lo mantiene ancora in vita, causando la morte di quest'ultimo. Molte storie raccontano di cavalieri che lottano per tenere lontane delle donne voluttuose mandate come banco di prova dai loro signori; tra queste possiamo citare Yder, Lancillotto in prosa, Hunbaut e The Knight of the Sword. Gli ultimi due riguardano specificamente Galvano. Di solito la tentatrice è la figlia o moglie di un signore al quale il cavaliere deve portare rispetto e il cavaliere viene tentato per vedere se rimarrà o meno casto.
Nella prima parte del Mabinogion, Pwyll si scambia di posto con Arawn il signore di Annwn. Pur avendo cambiato il suo aspetto per assomigliare esattamente ad Arawn, Pwyll non ha rapporti sessuali con la moglie di Arawn durante questo tempo, così che si viene a creare una duratura amicizia tra i due uomini. La storia può, quindi, fornire uno sfondo per la prova di seduzione di Galvano quando tenta di resistere alla moglie del Cavaliere verde; in tal modo, la storia di Sir Galvano e il Cavaliere verde può essere visto come un racconto che unisce gli elementi del gioco celtico della decapitazione con una versione sempre celtica di una prova di seduzione. Alcuni studiosi sono in disaccordo con questa interpretazione in quanto Pwyll e Arawn sono concordi nell'accettare lo scambio e il fatto che Pwyll non abbia giaciuto con la moglie dell'altro deriva solo da una sua cortesia, il che non rientra propriamente nel concetto delle "prove di seduzione" ove la seduzione spesso è una congiura ordita dalla dama all'insaputa del suo signore. Inoltre non bisogna dimenticare che tra la prima decapitazione e la seconda passa sempre un anno e un giorno.
Dopo Sir Galvano e il Cavaliere Verde sono comparse numerose altre opere ispirate dalla prima come The Greene Knight (XV - XVII secolo) che ricalca quasi esattamente la stessa storia. Un altro racconto, The Turke and Gowin (XV secolo) inizia con un turco che entra nella corte di Artù dicendo «C’è qualcuno che voglia, come un fratello, dare un colpo e riceverne un altro?». Alla fine di questo poema, il turco, piuttosto che ridare il colpo a Galvano, chiede al cavaliere di tagliargli la testa, cosa che Galvano fa.

## Temi

### Tentazione e Prove

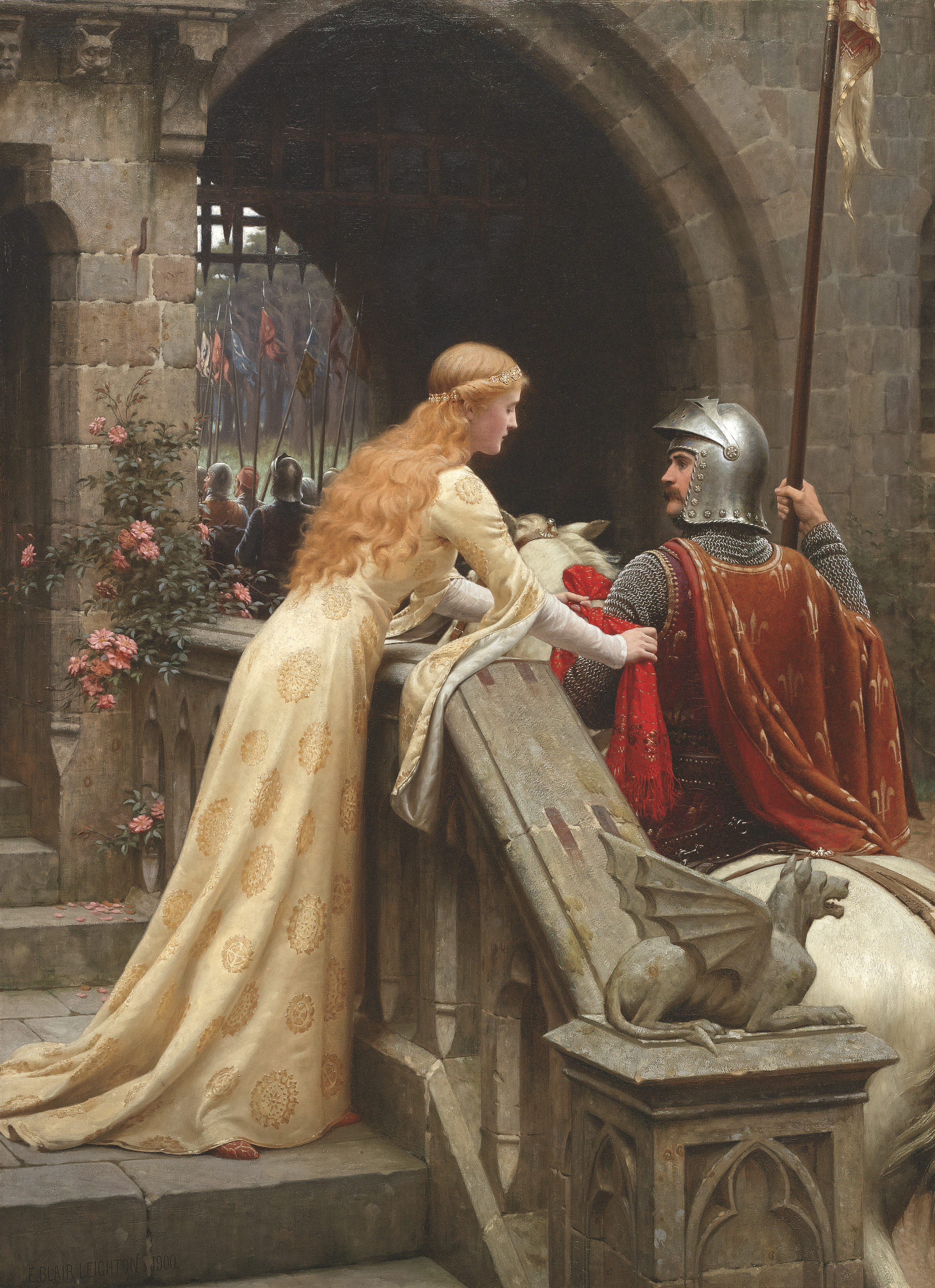
I cavalieri al tempo di Gawain provavano la loro abilità per bilanciare il codice cavalleresco maschile con le regole femminili dell'amore cortese.

Il cuore del romanzo Sir Galvano e il Cavaliere Verde è rappresentato dalla prova che Galvano deve affrontare per dimostrare il suo rispetto verso il codice d'onore della cavalleria. Il tipico racconto di prove medievale è sempre assemblato come una sequenza di tribolazioni atte a testare il valore morale del protagonista. I racconti spesso descrivono una serie di fallimenti personali dopo che il protagonista della storia è stato messo alla prova. Il successo in queste vicende generalmente dà a chi le compie una maggiore fortuna o una particolare immunità corporea. La capacità di Gawain di superare le prove che il suo ospite gli tende è della massima importanza per la sua sopravvivenza, anche se lui non lo sa. Infatti egli supera le prova solo grazie a situazioni fortuite o al suo "istinto di cortesia".
Oltre alle regole che la cavalleria impone, Galvano deve anche rispettare le leggi dell'amor cortese. Il codice d'onore di un cavaliere gli impone che esso deve fare tutto quello che una donzella gli chiede. Galvano deve accettare la cintura che la Dama gli porge, ma deve anche rispettare la promessa di dare al Signore del maniero tutto quello che lui ottiene nello stesso giorno. Così sceglie di tenere la cintura per paura della morte, anche se i continui timori per la sua vita presenti nel romanzo portano a supporre che in realtà non riponga molta fiducia nell'oggetto magico, e così facendo rompe la sua promessa con il Signore ma onora la Dama. Quando si rende conto che il Cavaliere verde è in realtà il padrone di casa, capisce anche che, sebbene egli ha completato la sua ricerca, non è riuscito a essere virtuoso. Questa prova mette in risalto il contrasto tra l'onore e le regole cavalleresche. Siccome ha infranto la sua promessa al Signore del castello, Galvano ritiene che abbia perso il suo onore e che in realtà abbia fallito il suo compito.

### Caccia e seduzione
Gli studiosi hanno spesso notato il parallelismo esistente tra le scene di caccia del poema e le tre scene di seduzione. In particolare sembra importante la caccia alla volpe che si rispecchia nella scena di seduzione in cui Galvano accetta la cintura magica dalla Dama del castello. Galvano, come la volpe, teme per la sua vita e cerca un modo per sfuggire al colpo dell'ascia del Cavaliere Verde. Come la sua controparte egli utilizzerà un trucco per cercare di avere salva la vita. La volpe utilizza tattiche di fuga a differenza dei primi due animali, e in modo imprevisto, tanto che Bertilak impiega più tempo nella caccia. Allo stesso modo, Galvano deve affrontare una Dama molto più decisa a sedurlo ed egli stesso deve impegnarsi molto più delle altre volte per non cedere alle lusinghe della donna. Lei cambia il linguaggio evasivo, tipico dei rapporti dettati dall'amor cortese, in uno stile più deciso. Il suo vestito, relativamente modesto nelle precedenti scene, è improvvisamente voluttuoso e rivelatore.
Le scene di caccia relative al cervo e al cinghiale sono meno chiaramente collegate, anche se gli studiosi hanno cercato di relazionare ogni animale agli altri tentativi di seduzione. I tentativi di collegare la caccia al cervo con la prima scena di seduzione hanno messo in luce alcuni parallelismi. La caccia al cervo, come il corteggiamento, doveva essere fatto in base alle regole stabilite. Spesso le donne favoriscono le persone che hanno cacciato e ben scuoiato i loro animali, talvolta qualcuna sta a guardare mentre un cervo viene pulito. La sequenza che descrive la caccia al cervo è relativamente non violenta, con un'aria di relax ed euforia come la prima scena di seduzione dove tutto è molto tranquillo e poco serioso.
La caccia al cinghiale è, per contrasto, molto più tesa e dettagliata. I cinghiali sono molto più difficili da cacciare rispetto al cervo e uno scontro tra un cinghiale e un cavaliere armato di spada era considerato come un combattimento corpo a corpo. Nella scena di caccia, il cinghiale fugge, ma si deve fermare per via di un burrone. A questo punto si gira ad affrontare Bertilak con le spalle al dirupo, pronto a combattere. Bertilak smonta da cavallo e affronta la fiera, la uccide, ne taglia la testa e la infilza con un'asta, come un trofeo. Di conseguenza, la scena di seduzione, è più movimentata e le avances della Signora sono più esplicite, tanto che essa insiste sul fatto che Galvano ha una romantica reputazione e che egli non deve deluderla. Ma l'eroe riesce a parare abilmente gli "attacchi" della donna dicendo che sicuramente lei ne sa più di lui circa l'amore. Sia la caccia al cinghiale che la seconda scena di seduzione possono essere intese come rappresentazioni di una vittoria morale: sia Galvano che Bertilak affrontano da soli la lotta ed emergono trionfanti.

### Natura e cavalleria
Alcuni ritengono che la natura venga rappresentata come un qualcosa di caotico e senza ordine o legge, in diretta contrapposizione con la civiltà presente a Camelot. Il Cavaliere Verde che invade e disturba la pacifica corte di Re Artù è un'icona rappresentativa del caos che la natura porta seco. Essa viene rappresentata in tutto il poema come qualcosa di grezzo e indifferente, che minaccia costantemente l'ordine degli uomini e la vita di corte. La Natura invade e sconvolge l'ordine nei grandi eventi della narrazione, sia simbolicamente che attraverso la natura interiore dell'uomo. La prima "invasione" appare proprio quanto il Cavaliere Verde entra nella corte di Artù, successivamente quando Galvano deve combattere il suo naturale desiderio per la moglie di Bertilak e nuovamente quando l'eroe rompe il suo voto a Bertilak scegliendo di tenere la cintura verde, dando più importanza alla sopravvivenza che alla Virtù. Rappresentata dalla cintura colorata, la Natura è una forza nascosta dentro l'animo umano che rende imperfetti (dal punto di vista della cavalleria). In questa prospettiva, Gawain è parte di un più ampio conflitto tra la natura e la cavalleria, un esame della capacità dell'uomo di superare alla fine il caos della natura.

### Giochi
La parola gomen (gioco) si riscontra ben 18 volte nel poema. Mentre un'altra parola simile, gome (uomo), si ritrova 21 volte e questo fatto ha indotto alcuni studiosi a ritenere uomini e giochi intimamente collegati. I giochi al tempo della stesura dell'opera erano visti come prove di merito. Nella cultura germanica erano molto comuni i "giochi" di scambi di doni; se un uomo ha ricevuto un dono, è obbligato a regalare all'altro un presente o potrebbe rischiare di perdere il suo onore, quasi come uno scambio di colpi in una lotta (o in un "gioco decapitazione"). Tutto il poema ruota attorno a due giochi: lo scambio di decapitazioni e lo scambio delle vincite. Questi possono sembrare a prima vista estranei. Tuttavia, una vittoria nella prima partita porterà ad una vittoria nella seconda. Elementi di entrambi i giochi si ritrovano in altre storie, tuttavia, il collegamento tra i risultati è unico per Galvano.

## Edizioni
- Sir Gawain e il Cavaliere Verde, a cura di Piero Boitani, con un saggio di Ananda K. Coomaraswamy, Milano, Adelphi, 1986, ISBN 88-459-0213-7.
- Simon Armitage, Sir Gawain e il cavaliere verde. Testo inglese a fronte, trad. e curatela di Massimo Bocchiola, Parma, Guanda, 2011, ISBN 978-88-6088-325-4.
- Galvano e il Cavaliere Verde, a cura di Augusto Guidi, Firenze, Edizioni Fussi - Casa Editrice Sansoni, 1958, SBN SBL0484993.

### Edizioni italiane dalla versione inglese di J.R.R. Tolkien
- Sir Gawain e il Cavaliere Verde, traduzione di Sebastiano Fusco, a cura di Christopher Tolkien, postfazione di Franco Cardini, Orizzonti dello spirito, n. 87, Roma, Edizioni Mediterranee, 2009, ISBN 978-88-272-2050-4.
- Sir Gawain e il Cavaliere Verde, con Perla e Sir Orfeo, a cura di C. Tolkien e Chris Smith, trad. di Luca Manini, Prefazione di Christopher Tolkien, Milano-Firenze, Bompiani, 2023, ISBN 978-88-301-1839-3.